# Кравченко Андрій Євгенович
Андрі́й Євге́нович Кра́вченко (* 30 червня 1956, Київ — 22 листопада 2021) — український педагог та літературознавець, 1985 — кандидат філологічних наук, 1996 — лауреат Шевченківської премії, 1996 — «Відмінник освіти України».

## Життєпис
Батько, Євген Кравченко — письменник та драматург, брат — Ігор Кравченко — літературний критик. 1977 року закінчив Київський педагогічний інститут ім. Драгоманова.
Лауреат Шевченківської премії 1996 року — в колективі з В. П. Агеєвою, В. Г. Дончиком, Ю. І. Ковалівим, В. О. Мельником, В. П. Моренцем, М. К. Наєнком, Г. М. Штонем — за навчальний посібник «Історія української літератури XX ст.» у 2-х книгах.
Працював вчителем в школах Києва, викладав в Київському університеті та Київському театральному інституті.
Протягом 1982—1998 років — науковий працівник Інституту літератури ім. Т. Шевченка НАН України.
У 1998—2003 роках — доцент Національного університету «Києво-Могилянська академія», в 2003—2004 роках завідує кафедрою слов'янських мов Міжрегіональної академії управління персоналом.
З 2004 року — старший науковий співробітник Інституту літератури ім. Т. Шевченка НАН України.
Є автором досліджень:
- 1988 — «Художня умовність в українській радянській прозі»,
- 1990 — «Молода українська проза»,
- статей з питань розвитку української прози й драматургії XX сторіччя, проблем літературної освіти.

Є співавтором концепції «Історії української літератури XX ст.» у двох книгах та трьох частинах — 1993—1995 роки, зокрема, автор розділів «Драматургія» (1 і 2 частини, 2 книга).
Був редактором другої частини книги «Історії української літератури XX ст.» у 2-х книгах — 1995, секретар редколегії.